# Військовий комітет порятунку Бессарабії
Військовий Комітет Порятунку Бессарабії — одеська організація військового характеру, заснованою в 1918 році, яка мала своєю метою відокремлення Бессарабії від Румунії та приєднання її до України, або до Росії, у разі відновлення колишньої царської імперії.
Поряд із Товариством порятунку Бессарабії, яке також знаходилось в Одесі, ця організація мала серед своїх цілей сприяння вербовці молоді, а особливо офіцерів, щоб вони могли їхати в Україну з метою запису в загони. що згодом здійснить напад на територію Бессарабії. Крім того, серед цілей було як створення там агітаційних пунктів, які в потрібний момент могли б почати повстання в тилу румунського фронту, так і ведення антирумунської пропаганди на території Бессарабської губернії.
Крім того, Військовий Комітет за допомогою своїх агентів в Жмеринці, Роздільній і Тирасполі намагався зареєструвати бессарабських полонених, повернутих з Австрії та Німеччини, і взяти перед ними зобов'язання, ніби в потрібний час вони зберуться під накази деяких командирів, призначених згаданим Комітетом, створити партизанські загони на румунському фронті.
Центром формування перших наступальних частин проти Бессарабії, укомплектованих силою 1000 офіцерів під командуванням полковника Джуріарі, мав стати Тирасполь. Сім'ї рядових офіцерів також мали утримуватися від зазначеного військкомату.
Як комітет, так і військові формування були організовані колишніми офіцерами царської армії, частина з яких прибула з Бессарабії і були сформовані людьми, які добре знали ситуацію на об'єкті військових дій.

## Подальше читання
- Basciani, Alberto; Dificila unire — Basarabia si Romania Mare, 1918—1940; Ed. Cartier; Chișinău; 2018; ISBN 978-9975-79-902-7
- (рос.) Шорников, П. М., [Shornikov, P. M.]; БЕЛЫЕ И КРАСНЫЕ НА ДНЕСТРЕ: САБОТАЖ ГРАЖДАНСКОЙ ВОЙНЫ?, [Armatele Roșie și Albă pe Nistru: sabotarea războilui civil ?]; Русин. Международный исторический журнал, [Rusin. Jurnal internațional de istorie], 2014, № 4 (38); pp. 78–98
- (рос.) Российский институт стратегических исследований [Institutul Rus de Studii Strategice]; Румыния: истоки и современное состояние внешнеполитического позиционирования государства. Российский институт стратегических исследований Arhivat în 15 martie 2016, la Wayback Machine. [România: originile și starea actuală a poziționării politicii externe a statului]; Москва [Moscova]; 2013; Восточная политика Румынии в 1917−1945 гг. [Politica estică a României între anii 1917—1945]; ISBN 978-5-7893-0163-0; стр. 22-45